# Max Fürbringer
Max Fürbringer est un anatomiste allemand, né le 30 janvier 1846 à Wittemberg et mort le 6 mars 1920 à Heidelberg.
Il fait ses études auprès de Karl Gegenbaur (1826-1903) et fait paraître des études d'anatomie comparée dans Untersuchungen zur Morphologie und Systematik der Vögel de 1888.